# Kammerforst (Westerwald)

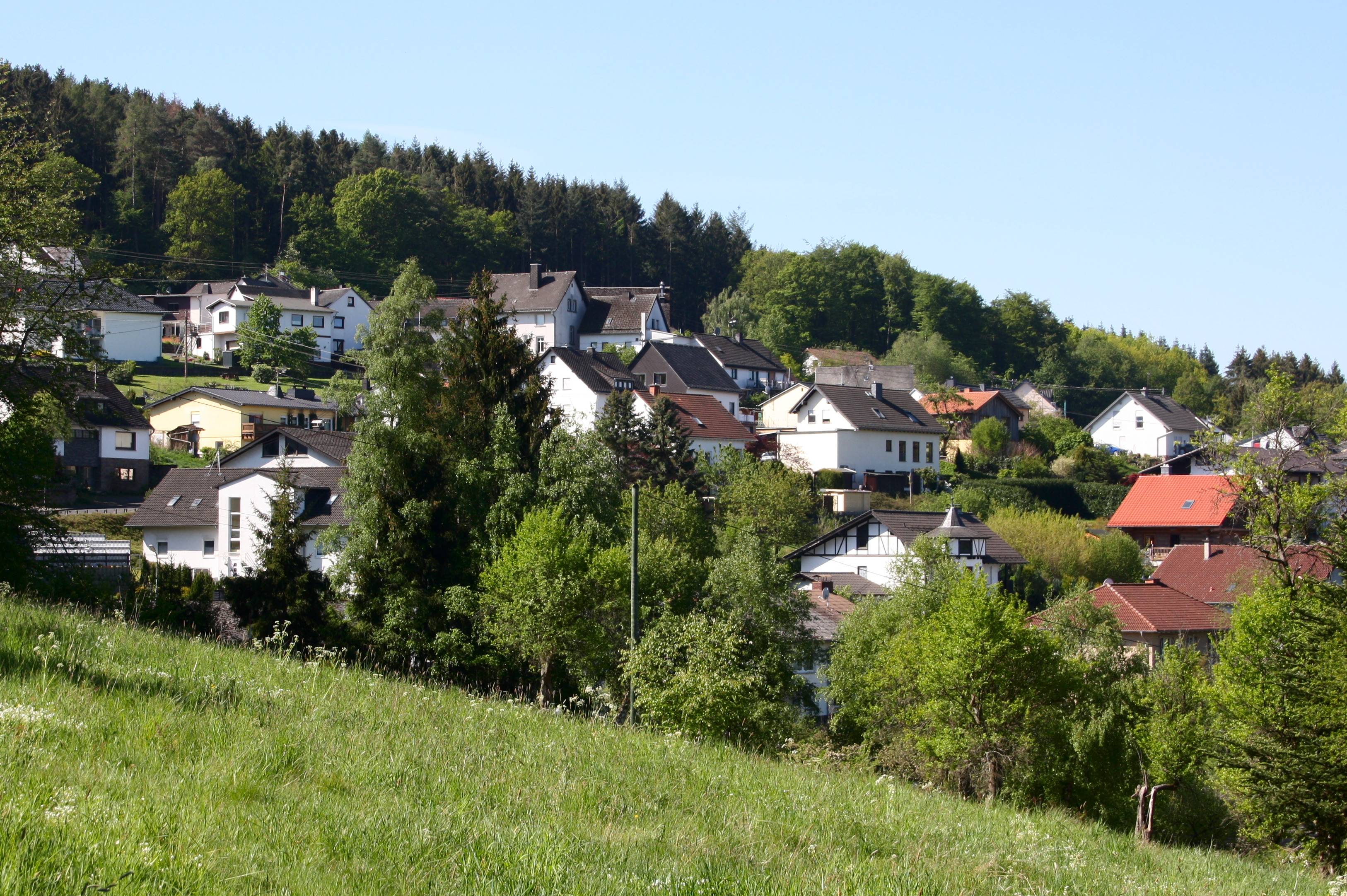
Ansicht von Kammerforst (2020)

Kammerforst im Kannenbäckerland ist eine Ortsgemeinde im Westerwaldkreis in Rheinland-Pfalz. Sie gehört der Verbandsgemeinde Höhr-Grenzhausen an.

## Geographische Lage
Kammerforst liegt etwa 13 Kilometer nordöstlich von Koblenz am Rande des Naturparks Nassau. Die Gemeinde liegt am Masselbach. Zur Ortschaft gehören auch der zwischen Alsbach und Grenzau gelegene und jetzt anderweitig genutzte ehemalige Bahnhof Grenzau an der Bahnstrecke Engers–Au sowie der Wohnplatz Marienmühle.

## Geschichte
Die Gemeinde entstand um das Jahr 1680 herum. Gegründet wurde sie durch wallonische Gastarbeiter der Eisenhütte bei Alsbach. Vermutlich wurden sie im Kammerforst angesiedelt, weil dieses zur Burgfreiheit der Burg Grenzau gehörte. Dabei handelte es sich um kurtrierisches Gebiet, was den Wallonen eine Ansiedlung in einem katholischen Territorium ermöglichte. Der Name der Siedlung bezieht sich auf die Lage innerhalb des Reichswalds Spurkenberg, in dem wiederum die Erzbischöfe von Trier einige von ihrer Hofkammer verwalteten Kammerforstbezirke besaßen. Von 1723 an ist anhand einheimischer Familiennamen im Ort eine beginnende Vermischung mit der eingesessenen Bevölkerung festzustellen, 1813 sind bereits keine wallonischen Namen mehr nachweisbar.
Der Ort scheint eng mit Grenzau verbunden gewesen zu sein. Im Jahr 1723 werden beide Orte als gemeinsame Gemeinde genannt, 1813 ist ein gemeinsamer Bürgermeister erwähnt. Im Jahr 1775 hatte Kammerforst jedoch einen eigenen Bürgermeister. 1936 wurde das Dorf im Gegensatz zu Grenzau nicht nach Höhr-Grenzhausen eingemeindet.
Die älteste Überlieferung zur Bevölkerungszahl datiert auf das Jahr 1713 und erwähnt 17 Ehen sowie eine Witwe. 1787 werden 83 Einwohner erwähnt, 1813 26 Familien, davon 21 mit Zugvieh, 1823 142 und 1826 147 Einwohner.

## Politik

### Gemeinderat
Der Gemeinderat in Kammerforst besteht aus sechs Ratsmitgliedern, die bei der Kommunalwahl am 9. Juni 2024 in einer Mehrheitswahl gewählt wurden, und dem ehrenamtlichen Ortsbürgermeister als Vorsitzendem.

### Bürgermeister
Kevin Michael Heibel wurde im Juli 2019 Ortsbürgermeister von Kammerforst. Da bei der Direktwahl am 26. Mai 2019 kein Bewerber angetreten war, erfolgte seine Wahl gemäß Gemeindeordnung durch den Rat. Bei der Direktwahl am 9. Juni 2024 wurde er als einziger Bewerber mit einem Stimmenanteil von 92,7 % für weitere fünf Jahre in seinem Amt bestätigt.
Heibels Vorgängerin war seit 2014 die im Mai 2019 verstorbene Margit Demuth. Zuvor hatten Marianne Karthaus (Ortsbürgermeisterin 2009–2014) und Johannes Vogel (1999–2009) das Amt ausgeübt.

### Wappen
| Wappen von Kammerforst | Blasonierung: „Gespalten von Silber und Rot. Vorn ein grüner Eichenzweig mit einer goldenen Eichel. Hinten übereinander drei schräglinks gelegte silberne Hämmer.“ |
| Wappen von Kammerforst | |

## Verkehr
- Die A 48 mit der Anschlussstelle Höhr-Grenzhausen (AS 12) wird in vier Kilometern erreicht.
- Die Gemeinde hat einen Haltepunkt an der teilweise im Touristikverkehr betriebenen Bahnstrecke Engers–Au. Nächstgelegene ICE-Halte sind Montabaur an der Schnellfahrstrecke Köln–Rhein/Main und Koblenz an der rechten Rheinstrecke.